# 克魯格獎

克魯格人文與社會科學終身成就獎（即人文诺贝尔奖）

克魯格人文與社會科學終身成就獎（英語：Kluge Prize）是美國國會圖書館頒發的一個獎項，對象是在人文研究範疇做出重大和深遠的貢獻的學者，由電視大亨約翰·克魯格資助，於2003年設立。
克魯格獎授獎對象不分國籍和語言。

## 獲獎人
- 2003年：科瓦柯夫斯基（波蘭哲學家）
- 2004年：帕利坎（耶魯大學歷史學家）、保罗·利科（法國哲學家）
- 2006年：（美国华裔历史学家；中华民国中央研究院院士）、約翰·霍普·弗蘭克林（英语：John Hope Franklin）（美國非裔歷史學家）
- 2008年：罗米拉·帕尔（英语：Romila Thapar）（印度歷史學家）、彼得·R·L·布朗（英國歷史學家）
- 2012年：費爾南多·卡多索（巴西社會學家與政治家，1995年1月至2002年12月任巴西總統）
- 2015年：尤尔根·哈贝马斯、查尔斯·泰勒
- 2018年：德鲁·吉尔平·福斯特
- 2020年：丹妮尔·艾伦
- 2022年：乔治·昌西（英语：George Chauncey）